# Râul Comori
Râul Comori este un curs de apă, unul din brațele care formează râul Sas.